# Средненижненемецкий язык
Средненижненемецкий язык (нем. Mittelniederdeutsch) — один из германских языков, предок современного нижненемецкого языка, имевший распространение на севере Европы в период с XII по XVII века.
Служил в качестве лингва франка Ганзейского союза.
После XVII века переродился в современный нижненемецкий язык.

## История
Средненижненемецкий язык во времена существования Ганзейского союза (XIII—XVII вв.) был письменным языком в Северной Европе и служил как лингва-франка.
Наряду с латынью средненижненемецкий язык был языком дипломатии, на нём также писались документы.
Больша́я часть договоров в Северной Европе составлялась именно на этом языке.
Их обнаруживают от Лондона на западе до Новгорода на востоке, от норвежского Бергена на севере до Вестфалии на юге.
Даже в Висбю (Готланд), Риге, Ревеле и Дерпте этот язык имел широкое распространение.
На основе средненижненемецкого возник ганзейский лингва-франка, который был ближе всего к диалекту города Любека.
Средненижненемецкий язык оказал значительное влияние на скандинавские языки (норвежский, датский и шведский), в которых обнаруживается немало заимствований из этого языка.
Ранние средненижненемецкие тексты написаны на разговорном средненижненемецком, для которого характерны стяжения, сокращения слов (например, semme вместо sineme (seinem), sir вместо siner (seiner), eyr вместо einer (einer) и т. д.). В позднейших текстах такие явления встречаются реже.
К наиболее известным памятникам средненижненемецкого относятся: старейший правовой сборник Саксонское зерцало, Саксонская всемирная хроника, две Любекские библии (1494 года и 1533—1534 годов) и ряд других. Существует рукописный также средненижненемецко-русский словарь Тонниса Фенне, составленный в 1607 году (сегодня он находится в Датской Королевской библиотеке в Копенгагене).

## Словари
Лексика средненижненемецкого языка описана в Средненижненемецком словаре Карла Шиллера и Августа Люббена и в Настольном словаре средненижненемецкого языка Августа Люббена и Кристофа Вальтера.